# Ghiacciaio Harriman
Il ghiacciaio Harriman (Harriman Glacier) è un ghiacciaio situato nell'Alaska (Stati Uniti) sud-centrale situato tra la municipalità di Anchorage e il Census Area di Valdez-Cordova).

## Dati fisici
Il ghiacciaio si trova all'estremità nord-occidentale della Foresta Nazionale di Chugach (Chugach National Forest) e nasce nel gruppo montuoso Chugach (lato nord-occidentale). Il suo orientamento più o meno è sud-ovest/nord-est / sud-ovest e mantiene lo stesso orientamento del fiordo nel quale finisce. La parte apicale del ghiacciaio si forma, da un punto di vista amministrativo, nella municipalità di Anchorage, mentre la fronte del ghiacciaio finisce nel braccio di mare "Harriman Fjord" situato nel Census Area di Valdez-Cordova. L'"Harriman Fjord" si trova nello Stretto di Prince William (Prince William Sound). Il ghiacciaio, lungo circa 12-13 km e largo mediamente 2 km, si forma a circa 1.100 m s.l.m. (con una pendenza di circa 8%) e scorre al fianco della penisola del monte Doran (Mount Doran, altezza 1.057 m s.l.m.), ed è più o meno parallelo al ghiacciaio Surprise (Surprise Glacier).
Nelle osservazioni relative all'inizio degli anni '90 il ghiacciaio aveva una lunghezza di 12 km con una superficie di 60 km{\displaystyle ^{2}} e una larghezza della fronte di 1,9 km. L'area di accumulo era di 48 km{\displaystyle ^{2}}, mentre l'area di ablazione era di 13 km{\displaystyle ^{2}}.
Altri ghiacciai vicini al Harriman sono:
| Nome del ghiacciaio | Quota alle coordinate indicate (m s.l.m.) | Coordinate             | Distanza e direzione dal ghiacciaio |
| ------------------- | ----------------------------------------- | ---------------------- | ----------------------------------- |
| Pigot Glacier       | 437                                       | 60°54′12″N 148°28′44″W | 5 km verso sud-est                  |
| Bettles Glacier     | 781                                       | 60°55′48″N 148°24′38″W | 6 km verso est                      |
| Billings Glacier    | 756                                       | 60°52′55″N 148°34′28″W | 7 km verso sud                      |
| Surprise Glacier    | 713                                       | 61°01′05″N 148°29′46″W | 8 km verso nord                     |
| Twentymile Glacier  | 824                                       | 60°56′43″N 148°39′02″W | 7 km verso ovest                    |

## Storia
Il ghiacciaio per la prima volta è stato descritto nel 1904 (a seguito della visita del 1899) ed è stato definito come "ghiacciaio di marea". Negli anni 1905 e 1909 fu visitato nuovamente e si constatò un ritiro di oltre 200 metri. Dopo questa data il ghiacciaio avanzò nelle posizioni relative alla prima visita. L'avanzamento durò fino a metà degli anni 1900 recuperando quasi 1 km. In seguito il fronte del ghiacciaio ha subito fasi alterne, ma in generale si presenta come un ghiacciaio stazionario.
Il ghiacciaio è stato nominato nel 1899 dai membri della spedizione esplorativa "Harriman Alaska Expedition" in onore del magnate Edward H. Harriman finanziatore della spedizione.

## Accessi e turismo
Il ghiacciaio è visibile dal braccio di mare chiamato "Harriman Fjord" ed è raggiungibile solamente via mare da Whittier (circa 60 km circa via mare e 26 km via aerea) a da Valdez (oltre 150 km circa). Durante la stagione turistica sono programmate diverse escursioni via mare da Whittier per visitare il ghiacciaio e quelli vicini.

## Immagini del ghiacciaio

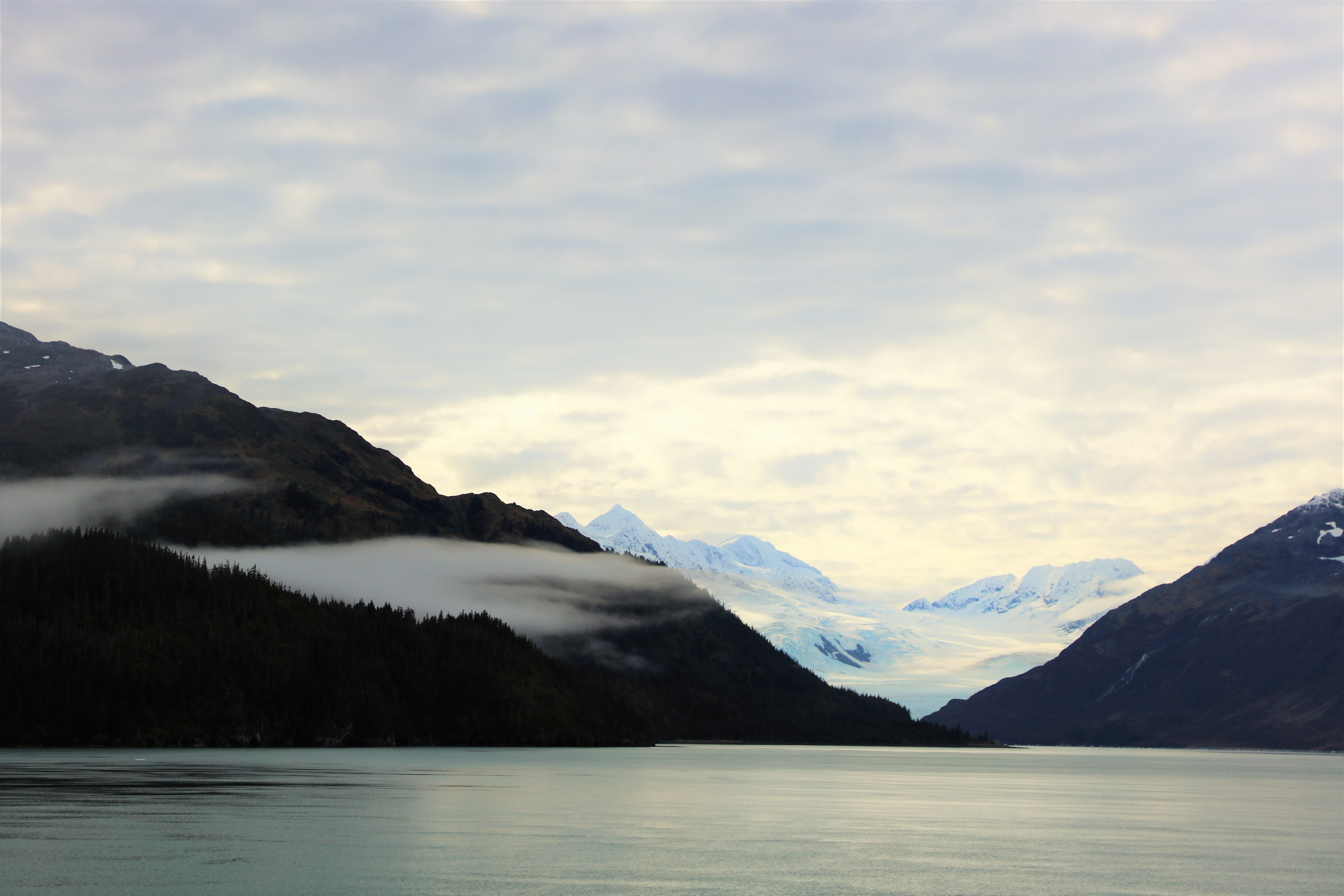
Il ghiacciaio visto dal Harriman Fjord
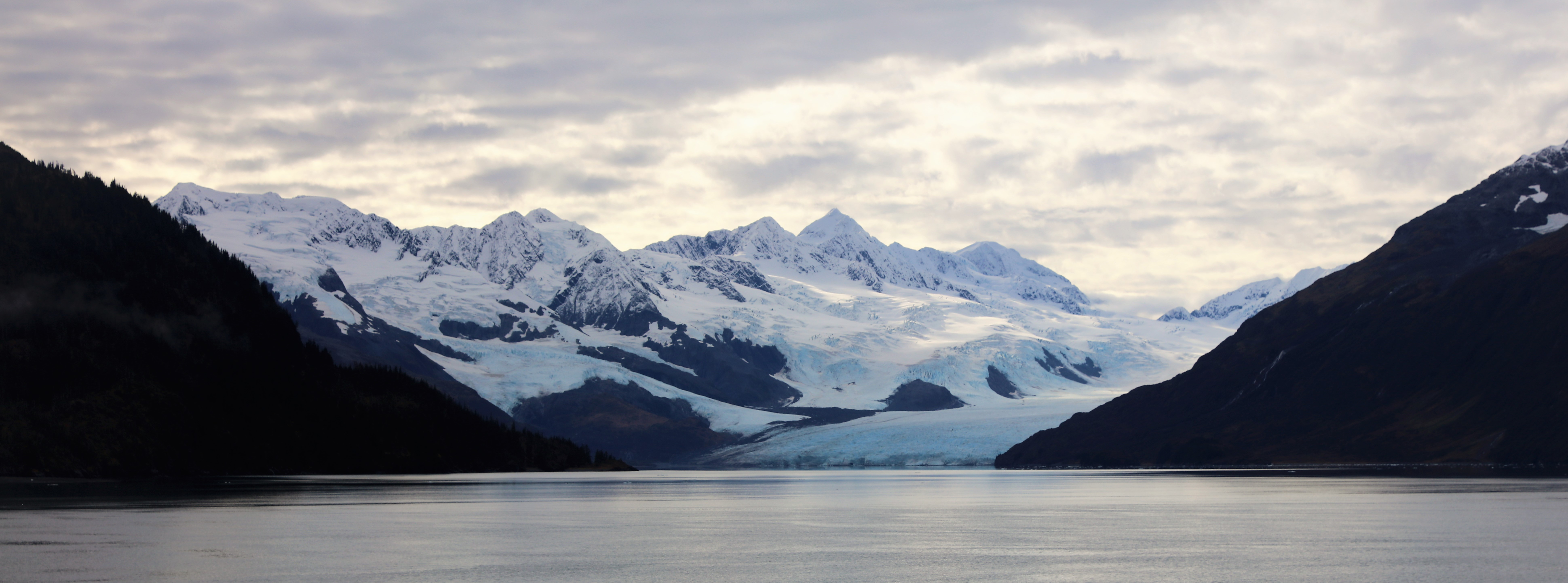
I monti sopra il ghiacciaio
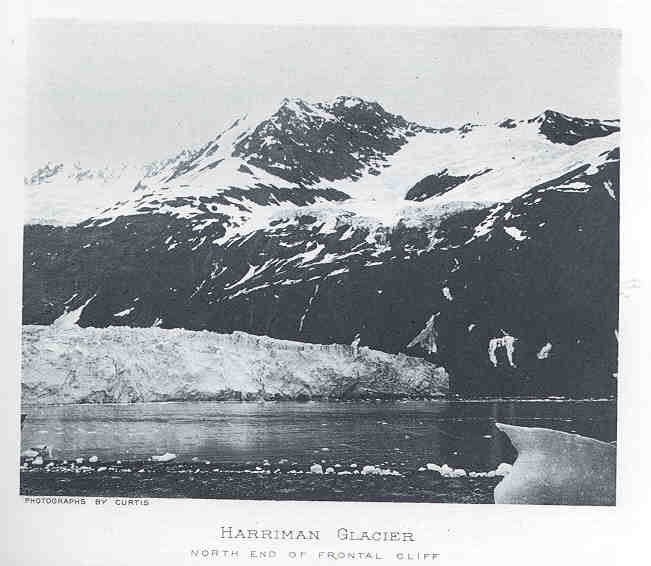
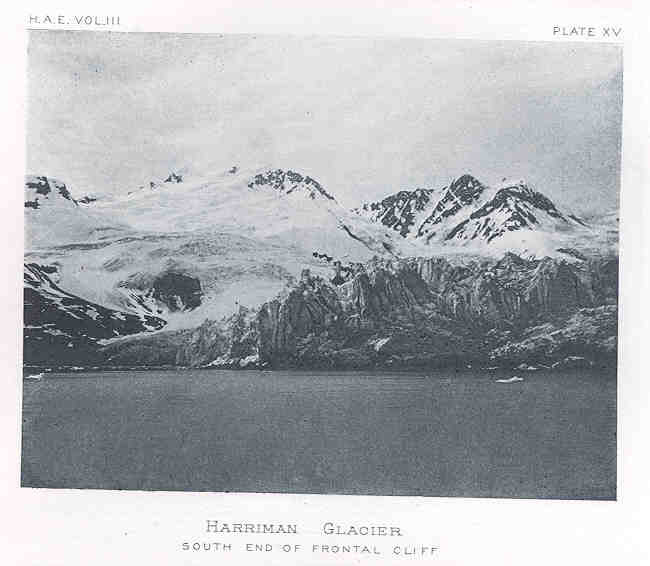